# Moumou (film, 1998)
Pour plus de détails, voir Fiche technique et Distribution.
Moumou (en russe : Му-му, Mou-mou) est une libre adaptation cinématographique de la nouvelle Moumou d'Ivan Tourgueniev. Sorti en 1998, c'est le premier long métrage de Iouri Grymov.

## Synopsis
À l'époque du servage, une riche propriétaire terrienne par ennui s'éprend de son concierge Guerassim, un sourd-muet. Par jalousie, elle empêche Guerassim d'épouser Tatiana, qu'elle marie à l'ivrogne Kapiton et exile dans un village éloigné. Plus tard, Guerassim adopte une petite chienne, il l'appelle Mou-mou, le seul son qu'il est capable de prononcer. Ayant appris cela, sa propriétaire lui ordonne de s'en débarrasser.

## Fiche technique
- Titre : Moumou
- Titre original : (Му-му) (Mou-mou)
- Réalisation : Iouri Grymov
- Second réalisateur : Svetlana Nikoporovitch
- Assistent réalisateur : Evguenia Souchtcheva
- Scénario : Iouri Grymov, Selena Andreeva, Tatiana Yegorova
- Photographie : Iouri Klimenko (ru)
- Direction artistique : Grigori Chirokov
- Casting : Larissa Issaeva, Svetlana Nikoporovitch
- Costumes : Alexandre Ossipov
- Maquillage : Maria Perova, Nina Zakirova
- Décors : Andreï Speranski, Iouri Viazovov
- Eclairage : Sergueï Chebeko
- Son : Youlia Yegorova
- Montage : Vera Krouglova
- Assistants de montage : Raïssa Smirnova, Natalia Gavriliouk, Natalia Markina
- Compositeur : Vladimir Dachkevitch
- Musique : Orchestre symphonique d'État de l'URSS pour l'art cinématographique
- Chef d'orchestre : Sergueï Skripka (ru)
- Production : Iouri Grymov, Kirill Legat
- Pays d'origine : Russie
- Format : 1.85:1 - couleurs - Mono
- Durée : 101 minutes
- Langue : russe

## Distribution
- Alexandre Balouïev : Guérassime
- Lioudmila Maksakova : Maîtresse
- Elena Korikova (ru) : Tanetchka
- Irina Apeksimova (ru) : Justine
- Vladimir Steklov (ru) : Kapiton
- Andreï Martynov (ru) : Gavrila Andreïtch
- Guennadi Nazarov (ru) : Erofeika, homme de cour
- Raïssa Riazanova (ru) : Anissia
- Nikolaï Smortchkov (ru) : Moujik
- Ekaterina Strijenova : la fille de la cour
- Dmitri Chevtchenko (ru) : Stepan
- Natalia Khorokhorina (ru) :
- Evdokia Vichniakova : Natacha
- Andreï Khalimon
- Alexeï Kravtchenko
- Fiodor Valikov
- Natalia Potapova
- Iouri Tchernov
- Anna Pelekh
- Tatiana Kamina
- Inna Soukhareva
- Grigori Malikov
- Galina Diomina
- Viatcheslav Molokov
- Elena Zakharova
- Sergueï Roubenko
- Artiom Oulianov